# Run Run
Run Run (Lima, 13 de marzo de 2021) es un zorro andino que actualmente habita en Granja Porcón (Cajamarca), célebre por haber sido confundido con un perro. Se ha convertido en uno de los rostros más populares del tráfico ilegal de animales en el Perú, donde miles de especies silvestres son extraídas de su hábitat natural para ser comercializadas en condiciones paupérrimas. Además, es el primer animal en reconocer sus derechos por el Poder Judicial del país.
Como se sabía poco sobre el tráfico de animales silvestres, comprende el comercio legal e ilegal de especies de animales salvajes, siendo Run Run parte del tráfico ilícito de vida silvestre, ya que incluya su venta fue capturado y alejado de su hábitat natural. En muchos países el comercio de animales silvestres está reglamentado por las leyes nacionales para la protección de las especies en peligro de extinción. A nivel internacional, el comercio de animales salvajes se rige por la Convención sobre el Comercio Internacional de Especies Amenazadas de Fauna y Flora Silvestres (CITES), ratificada por una gran mayoría de países en el mundo.

## Historia
| Comía comida de perro, y cuando era chiquito ladraba como perrito. Por eso no me di cuenta. —Maribel Sotelo, dueña de Run Run. |

Run Run formó parte de la venta ilegal de mascotas siendo comprado por 50 soles por una familia del asentamiento Sol Naciente, ubicado en el distrito limeño de Comas, a un vendedor ambulante callejero del centro de la capital peruana que ofrecía cachorros de perro cerca del Mercado Central.
El animal fue adquirido en febrero como si fuese un cachorro de husky siberiano, pero el 24 de mayo se escapó de la vivienda aterrado por unos inusuales relámpagos que se registraron en el norte de Lima, según relató a medios locales Maribel Sotelo, dueña de Run Run. Fue entonces cuando la familia se percató de que lo que habían estado criando era en realidad un zorro andino, que comenzó a merodear por el cerro del barrio y a cazar los animales de corral que criaban los vecinos.

## Búsqueda, captura y cuidado
A través de un comunicado en su cuenta oficial en Facebook, el Servicio Nacional Forestal y de Fauna Silvestre, explicó que el equipo técnico realizó un operativo para detenerlo en lugares estratégicos, luego que el animal fuera visto durmiendo plácidamente. Sin embargo, fue perturbado con piedras, lo que provocó su huida. Serfor contó con el apoyo de especialistas del Zoológico del Parque de las Leyendas y la Dirección de Medio Ambiente de la Policía Nacional. Por otro lado, Selene Peña, vocera de Serfor con sede en Lima dio a conocer que el animal puede morirse si los pobladores de Comas empiezan a molestarlo, ya que al perturbarlo solo hará que se estrese.
El 8 de noviembre, los especialistas distrajeron al animal silvestre de aproximadamente ocho meses con una bolsita de comida. Luego de esto le aplicaron un dardo tranquilizador que permitió su captura. Run Run fue trasladado al Parque de las Leyendas llegando a las 10:30 hora nocturna, aunque en un principio iba a ser al Zoológico de Huachipa. El 9 de noviembre fue parte de los animales ubicados en el zoológico Parque de las Leyendas del distrito de San Miguel en Lima, en la zona sierra. La Subgerente de Zoología del Parque de Las Leyendas, Giovanna Yépez Grande, precisó que el animal esta en un estado de recuperación tras haber sido anestesiado para su captura y que primero se asegurarán de que el zorro esté tranquilo para luego programar un control sanitario, donde se le tomará muestras sanguíneas, análisis de salud (funcionamiento renal y hepático) y se le descartará enfermedades.
El 25 de noviembre de 2021, Serfor aseguró que el zorro andino, no seguiría en el Parque de las Leyendas, debido a que será trasladado para continuar con la cuarentena, ya que habría sido infectado con enfermedades caninas. El 27 de diciembre circuló en redes sociales la información de su presunto fallecimiento; sin embargo, el Ministerio de Desarrollo Agrario y Riego desmintió la noticia e informó que el animal silvestre continúa en estricta cuarentena y bajo los cuidados de especialistas. Run Run recibió un tratamiento médico contra dos enfermedades contraídas en su contacto con los perros, como son la ehrlichia y el anaplasma, para lo cual le proporcionaron medicamentos, suplementos vitamínicos y una dieta balanceada y adecuada.
A finales de marzo de 2022, Serfor anunció el traslado de Run Run hacia un recinto en la Granja Porcón, en el distrito de Cajamarca. Se indicó que Run Run pasó por un proceso de cuarentena monitoreado por la Administración Técnica Forestal y de Fauna Silvestre (ATFFS), por ende, fue posible su traslado a un nuevo espacio. Sin embargo, no podrá retornar a su hábitat natural, ya que al haber sido extraído de la naturaleza cuando era una cría, producto del comercio ilegal de fauna silvestre, no aprendió a cazar, alimentarse y defenderse de los depredadores, por lo que debe permanecer bajo los cuidados humanos en un centro de cría.

## Marcha por su liberación
Luego de la captura del zorro Run Run en el asentamiento humano Sol Naciente del distrito de Comas y posterior traslado al Parque de las Leyendas se difundió un flyer anunciando una marcha por la liberación del zorrito andino. En ese sentido, la imagen que ha sido compartido en redes sociales como Facebook, Instagram y Twitter indica que la marcha se pactó para el sábado 13 de noviembre a las 16:00; sin embargo, se postergó al martes 30 de noviembre a las 15:00 en la Plaza San Martín.
El 21 de noviembre una abogada solicitó ante un juzgado de Lima el traslado de Run Run a un centro de conservación de fauna silvestre. Buscando una futura reinserción al medio natural. Ella argumento que su ingreso a un zoológico constituye maltrato animal y una violación a la legislación en la materia: «Al ponerlo en un Zoológico han condenado al zorrito Run Run a que sea objeto de nuestra curiosidad y morbo, un objeto más de exhibicionismo. Su internamiento en el parque de las Leyendas mencionó que a Run Run le cause sufrimiento y ansiedad, el desarraigo, la soledad y el aislamiento en un sitio con barreras para un animal es uno de las peores formas de maltrato», afirma la demandante.
Esto iría contra el deber constitucional del Estado de cautelar el bienestar de animales domésticos y silvestres. En una sentencia del 2010, el Tribunal Constitucional reconoció que “producir sufrimientos innecesarios a los animales constituye una infracción al deber de respeto y protección al ambiente, que impone el artículo 2, inciso 22, de la Constitución”. La demanda también se basa en el artículo la Ley de Protección y Bienestar Animal (Ley 30407) que reconoce que los animales domésticos y los silvestres son seres sensibles; por tanto debe evitarse cualquier tipo de maltrato que le cause daño, sufrimiento innecesario que altere su comportamiento, lo lesione o le produzca la muerte.

## Explosión viral e impacto

### Internet y redes sociales
A través de las redes sociales, han recreado un extracto de la cinta El zorro y el sabueso, luego de ver a Run Run jugando de manera tierna con un perro de la zona. De inmediato, la creatividad de los cibernautas salió a relucir y juntaron estas imágenes del zorro andino con la de la cinta, el cual ha lleno de ternura la plataforma de Twitter.
Un usuario de TikTok señaló que Run Run le pertenece y que la prensa estaría haciendo show con la historia del animal silvestre, denuncia que prensa estaría pagando a los vecinos para que finjan estar asustados por el animal silvestre. Entonces, el usuario de las redes sociales mencionó que varias personas espantan al zorro con tal de tomarle fotos o grabarlo para luego subirlo a sus redes y que periodistas ofrecieron dinero a la población para que finjan estar asustados.
La atención que ha generado el caso de Run Run permitió visibilizar la problemática del tráfico ilegal de fauna silvestre. Por ello, Profonanpe tomo una iniciativa de generar conciencia sobre la importancia de que los animales no deben ser sustraídos de su hábitat natural ni comercializados porque se pone en riesgo la biodiversidad y sostenibilidad de nuestro planeta y también la salud de las personas. La recaudación de los fondos a través de la "cuenta de OnlyFans del zorro", se inició el 9 de noviembre hasta que se logre llegar a la meta de S/.20,000 soles.
Usuarios de TikTok grabaron sus primeros días en el Parque de las Leyendas, haciendo viral la llegada de un perro a la zona donde se encontraba Run Run, este de forma alegre corre de emoción por la visita del mamífero, el cual llenó de mucho sentimiento a los cibernautas.

### Medios internacionales
Diversos medios internacionales relatan su historia como algo atípico. Se relacionó que el tráfico de fauna silvestre (como es el caso de Run Run), hace posible la propagación de enfermedades zoonóticas, que se transmite de forma natural de los animales (en su mayoría vertebrados) al ser humano, y viceversa. Según la OMS, cerca del 75% de las enfermedades infecciosas emergentes se originan en animales.

## En la literatura
En febrero de 2022, el periodista y escritor peruano Fernando Ampuero publica Run Run, un libro basado en el zorro, el cual narra «la triste y desmesurada historia de un zorro cautivo». Ampuero presentó el libro, que vendría a ser su primera obra del género infantil, en el Museo de Arte Contemporáneo de Lima, el 7 de febrero. El escritor moqueguano radicado en Arequipa, Yero Chuquicaña, publicó su libro Historia de un Zorro, en mayo de 2023, inspirada en Run Run.